# Steinach (Tauber)
Die Steinach ist ein, von seiner mündungsfernsten Quelle an gerechnet, gut 22 km langer Bach im Grenzbereich des nordwestlichen Bayern zum nordöstlichen Baden-Württemberg, der bei Bieberehren im Landkreis Würzburg von rechts und Osten in die Tauber mündet. Seine Oberläufe sind der rechte Grimmelbach und der linke Gailshofenerbach.

## Geographie

### Oberläufe

#### Rechter Oberlauf Grimmelbach
Der Grimmelbach entsteht neben der Kreisstraße 43 vom Gallmersgartener Dorf Mörlbach nach dem Uffenheimer Kirchdorf Custenlohr etwas vor deren Eintritt in den Hardt auf etwa 409 m ü. NHN und läuft als Graben neben einem Feldweg erst einen halben Kilometer südwestlich. Er knickt vor dem Wald Lindenau in der Hälfte dieser Strecke nach Süden, nimmt auf diesem Stück von links einen ähnlich langen Weggraben auf und erreicht dann seine durchwegs westlich verlaufende, flache Auenmulde, in der er sich von Wegen löst und seinen ersten bedeutenderen Zulauf von links aus dem Wald Kautau aufnimmt.
Dann überquert ihn die Straße von Ohrenbach und der zugehörigen Einöde Landthurm wenig links des Laufes, wo früher ein Landturm der Rothenburger Landhege Durchlass durch die Umhegung des Territoriums der Reichsstadt bot, nach dem zu Uffenheim gehörenden Hinterpfeinach im Norden; dort und etwas danach fließen ihm aus dessen Richtung zwei weitere Gräben zu. Wenig darauf tritt der Grimmelbach, der zuvor schon abschnittsweise an einigen kleinen Waldstücken entlanglief, mit seinem Auenband zwischen dem großen Buchholz im Norden, in dem die Relikte einer ca. 4 ha großen Keltenschanze von früher Besiedlung der Gegend zeugen, und einem kleineren Wald im Süden, aus dem ihm wieder ein Bach zuläuft und in dem eine kleinere Schanze liegt. Nach etwas über einen Kilometer trifft er kurz vor der die Wälder durchziehenden A 7 auf den von links kommenden Gailshofenerbach und vereint sich mit diesem nach einem Lauf von 3,7 km zur Steinach.

#### Linker Oberlauf Gailshofenerbach
Der linke Quellbach Gailshofenerbach  entsteht mit dem Namen Bodenwiesgraben südöstlich von Ohrenbach am Rand der Waldinsel Walzerlohe auf etwa 421 m ü. NHN. Er fließt von dort auf das Dorf zu, nimmt kurz vor ihm einen kleinen Zufluss von links auf, berührt es im Osten und wird nach dem Ort von einem darin entstehenden Zulauf gestärkt. Dann läuft er in breiter Wiesenmulde erst nördlich, dann nordwestlich und fließt nach 2,9 km an der Ohrenbacher Kläranlage mit dem nicht ganz halb so langen linken Brühlgraben zusammen, der am Rande des Ohrenbacher Dorfes Gailshofen entsteht. Der Gailshofenerbach hat dann noch einen Lauf von 1,2 km und berührt am rechten Ufer auf fast dieser ganzen Strecke einen Waldrand.
Nach etwa der Hälfte dieser Strecke mündet von links der 1,6 km lange Herbisgraben, der ebenfalls am Rand von Gailshofen entsteht, danach läuft der Gailshofenerbach nördlich, unterquert den Damm der A 7, nimmt den Zufluss eines Teichs im Mündungswinkel auf und vereint sich nach insgesamt 4,1 km mit dem linken Grimmelbach zur Steinach, die danach in der Grimmelbach-Richtung westlich weiterläuft.

### Verlauf
Die auf etwa 368 m ü. NHN entstandene Steinach unterquert die Autobahn, läuft in westlicher Richtung auf Langensteinach zu und lässt dabei den Wald bald hinter sich. Kurz vor dem Pfarrdorf mündet der 4,6 km lange Buchholzbach aus dem namengebenden großen Waldstück nördlich des Grimmelbachs und oberhalb der Steinach. Im Dorf, das in der Talmulde liegt, stößt der Selbach von links zu, nach ihm der Heimbach von rechts.
Bach und Tal tiefen sich nun weiter ein und schlängeln sich dabei leicht in ihrem Westlauf zwischen Wäldern auf den Hochflächen links und rechts. Ins Tal tritt die Kreisstraße 43 von rechts ein. Der 7,1 km lange Harbach mündet danach von links, er ist der längste Steinach-Zufluss. Zwischen wieder offenen Höhen erreicht die Steinach dann den Simmershofener Ort Equarhofen, in dessen Mitte der Wallmersbach vom gleichnamigen Ort Uffenheims 6,1 km bachaufwärts im Nordosten mündet. Nach dem Pfarrdorf erreicht der Bach an der zugehörigen Grubenmühle die Landesgrenze zu Baden-Württemberg, auf deren Trasse von links der etwa einen Kilometer kürzere Freudenbach zufließt.
Auf dem folgenden Nordkeil der Stadtgemarkung von Creglingen nach Bayern passiert der Bach das Dorf Frauental rechts, das mit den verbliebenen Teilen des Zisterzienserinnenklosters Frauental auf einem kleinen, flach auslaufenden Nordsporn liegt. Über zweieinhalb Kilometer bachabwärts durchquert er den Creglinger Weiler Niedersteinach und nimmt kurz danach und etwa 60 m unter dem steilen rechten Sporn der zugehörigen Burgruine Brauneck seinen letzten bedeutenderen Bach auf, den 2,5 km langen Sechselbach.
Ab dort pendelt die Landesgrenze um den Bachlauf. Unterhalb der Altmühle, die zu Reinsbronn links in einem kleinen Seitental gehört, tritt der Bach endgültig nach Bayern über, ins Gemeindegebiet von Bieberehren. Weniger als einen Kilometer abwärts erreicht er die rechte Talaue des dort nordwärts ziehenden Taubertals, läuft noch einen halben Kilometer darin in spitzem Winkel auf den Fluss zu und mündet dann weniger als einen Kilometer südöstlich des namengebenden Pfarrdorfs der Gemeinde auf knapp 250 m ü. NHN von rechts und zuletzt Südsüdosten in die Tauber. Vom Zusammenfluss seiner Quellbäche an hat er dort einen Lauf von etwa 18,2 km hinter sich, von der mündungsfernsten Quelle des Bodenwiesgrabens an sind es 22,3 km.

### Einzugsgebiet
Die Steinach hat ein Einzugsgebiet von 85,4 km². Es erstreckt sich etwa von der Straße Mörlbach – Custenlohr im Osten bis zur Mündung in die Tauber auf knapp 250 m ü. NHN ganz im Westen über 17 km weit, hat bis zur Landesgrenze bei Equarhofen eine gleichbleibende Breite bis 7 km und keilt dann aus. Die Hochebene, in die sich der Bach bald nach Vereinigung seiner Quelläste einschneidet, fällt merklich von Ost nach West und von Süd nach Nord ab. Am Ostrand des Einzugsgebietes nahe der Grimmelbachquelle erreicht das Gelände eine Höhe von 418 m ü. NHN, im Osten der südlichen Wasserscheide gegen Gickelhäuser Bach und Tauber, die an einer Stelle nicht einmal einen Kilometer entfernt fließt, um 425 m ü. NHN, anderswo abseits der Taleinschnitte bleibt es durchwegs über 340 m ü. NHN.
Von Nordwesten über den Norden bis in den Nordosten grenzt das Einzugsgebiet der etwas größeren Gollach an, die wenig abwärts in Bieberehren in die Tauber mündet. Im Osten konkurriert jenseits der bis dorthin nirgendwo sehr markanten Wasserscheide die Aisch, die zunächst gegenläufig nach Osten zur Regnitz zieht. Im Süden läuft sie gegen die aufnehmende Tauber selbst und ihre dort viel kleineren rechten Zuflüsse, von denen allein der in Oberscheckenbach nahe den Quellen des Bodenwiesgrabens als Scheckenbach entstehende Gickelhäuser Bach eine Länge von 5 km überschreitet.

### Zuflüsse und Seen
Hierarchische Liste der Zuflüsse und  Seen von der Quelle zur Mündung. Höhenangaben nach dem Höhenlinienbild auf dem Bayernatlas bzw. dem Geodatenviewer, Gewässerlängen in der Regel abgemessen bzw. nach LUBW-FG10 (Datensatzeinträge) und Einzugsgebiete entsprechend nach LUBW-GEZG. Quellen für die nicht abgemessenen Angaben sind vermerkt.
Zusammenfluss der Steinach aus Grimmelbach und Gailshofenerbach auf etwa 368 m ü. NHN neben dem Damm der A 7 etwa 1,5 km ostsüdöstlich des Uffenheimer Pfarrdorfs Langensteinach im Buchholz.
- Grimmelbach, rechter Quellbach, ca. 3,7 km. Er entsteht etwas vor dem Waldeintritt der Kreisstraße 43 (K 43) vom Gallmersgartener Pfarrdorf Mörlbach zum Uffenheimer Kirchdorf Custenlohr auf etwa 409 m ü. NHN. (Quellkoordinaten Grimmelbach) Er ist erst wenig vor dem Zulauf des Bachs aus dem Kautau mehr als ein Weggraben.
  - (Weggraben), von links an der Südostecke des Waldstücks Lindenau auf etwa 395 m ü. NHN, ca. 0,6 km. Er entsteht am Rande der Kreisstraße auf etwa 405 m ü. NHN.
  - (Bach aus dem Wald Kautau), von links an dessen Nordrand auf knapp 390 m ü. NHN, ca. 1,4 km. Er entsteht in einer Mulde in dessen Süden auf etwa 403 m ü. NHN. Mit diesem Zufluss als Oberlauf wäre der Grimmelbach etwa 3,9 km lang.
  - (Zulauf durch Hinterpfeinach), von rechts an der Brücke der Straßen von Uffenheim-Hinterpfeinach nach  Ohrenbach auf etwa 385 m ü. NHN, ca. 1,2 km. Er entsteht an der Nordspitze des Waldes Lindenau auf etwa 410 m ü. NHN.
  - (Zufluss), von rechts wenig danach auf etwa 382 m ü. NHN, ca. 0,5 km. Er entsteht am Westrand von Hinterpfeinach auf etwa 399 m ü. NHN.
  - (Bach durch den Dornschlag), von links am Beginn der Wiesenau zwischen Buchholz und einem weiteren Wald im Süden auf etwa 373 m ü. NHN, ca. 1,7 km. Er entsteht in der Flur etwa 0,5 km südöstlich des Landthurms auf etwa 403 m ü. NHN.
- Gailshofenerbach, linker Quellbach, ca. 1,2 km ab Zusammenfluss und ca. 4,1 km ab der mündungsfernsten Quelle des Bodenwiesgrabens. Er entsteht aus dem Zusammenfluss von Bodenwiesgraben und Brühlgraben an der Ohrenbacher Kläranlage auf etwa 382 m ü. NHN.
  - Bodenwiesgraben, rechter Quellbach des Gailshofenerbachs, ca. 2,9 km. Er entsteht südöstlich von Ohrenbach am Nordwestrand der Waldinsel Walzerlohe auf etwa 421 m ü. NHN. (Quellkoordinaten Bodenwiesgraben) Er bleibt Weggraben bis etwas hinter Ohrenbach und ist im Ortsbereich unbeständig.
    - (Zulauf), von links fast am Ortsrand von Ohrenbach auf etwa 412 m ü. NHN, ca. 0,6 km. Er entsteht auf einem Geländesattel gegen Oberscheckenbach zu auf etwa 422 m ü. NHN.
    - (Zulauf aus der Dorfmitte), von links wenig nordöstlich von Ohrenbach auf wenig über 400 m ü. NHN, ca. 0,4 km, vielleicht mit Verdolung 0,7 km, da am südwestlichen Dorfrand ein kleiner Teich in der oberen Talmulde auf etwa 410 m ü. NHN liegt, dessen Abfluss er wohl ist.

  - Brühlgraben, linker Quellbach des Gailshofenerbachs, ca. 1,2 km. Er entsteht am südwestlichen Ortsrand des Ohrenbacher Dorfs Gailshofen auf etwa 412 m ü. NHN und durchquert den Ort teils verdolt.
  - Herbisgraben, von links etwa 0,3 km vor der Unterquerung der A 7 auf etwa 375 m ü. NHN, ca. 1,6 km. Er entsteht am Westrand von Gailshofen auf etwa 412 m ü. NHN.
  -  Kurzer Zulauf aus einem Teich, von rechts kurz vor der Mündung.
- Buchholzbach, von rechts wenig östlich der Staatsstraße 2419 (St 2419) bei Langensteinach auf unter 360 m ü. NHN, ca. 4,6 km und 7,272 km²[6]. Entsteht am Westrand des Buchheimer Wald an der K 43 östlich von Vorderpfeinach auf etwa 410 m ü. NHN. Etwa die ersten 0,8 km bis fast zum Rand der Ansiedlung sind unbeständig.
  - Wiesfleckengraben, von rechts in der Waldmitte zwischen Buchholz und Hoher Au auf 371,5 m ü. NHN[7], ca. 3,8 km. Er entsteht südöstlich von Custenlohr in der Kurve eines Waldrandweges auf über 405 m ü. NHN. Etwa die ersten 0,7 km bis zur K 43 sind unbeständig.
    -  Durchfließt den Horbsee auf über 395 m ü. NHN, ca. 0,4 ha.

  -  Speist eine Gruppe von Teichen am Westrand des Buchholzes, zusammen unter 1,2 ha.
  - Hohenaugraben, von rechts unmittelbar nach den Teichen auf 363,4 m ü. NHN[7], 2,2 km. Er entsteht am Nordrand der Hohen Au nahe der K 49 auf etwa 392 m ü. NHN und folgt größtenteils unbeständig der Waldkontur.
- Selbach, von links in Langensteinach auf unter 355 m ü. NHN, ca. 2,1 km. Er entsteht im Galgenholz südlich des Ohrenbacher Kirchdorfs Reichardtsroth auf knapp 400 m ü. NHN.
  -  Speist einen See am Waldrand, ca. 1,6 ha.
  - (Zulauf), von rechts am Seeauslauf, ca. 0,5 km. Er entsteht an der St 2418 auf etwa 402 m ü. NHN.
- Heimbach, von rechts nach der Langensteinacher Kläranlage auf etwa 347 m ü. NHN, ca. 2,8 km.Er entsteht am Westrand der Waldinsel Eichenloh auf etwa 385 m ü. NHN. Unbeständig etwa auf den ersten 0,7 km.
- Allbachgraben, von links an der Gemeindegrenze von Uffenheim zu Simmershofen auf unter 340 m ü. NHN, ca. 2,0 km. Er entsteht an der Südspitze des Waldes Eichicht auf etwa 408 m ü. NHN. Nur etwa die letzten 0,7 km ab dem Grundbrunnen auf etwa 365 m ü. NHN sind beständig.
- (Zufluss), von rechts am Taleintritt der NEA 49 auf etwas über 330 m ü. NHN, ca. 1,8 km. Er entsteht am Nordrand des Föhrig auf unter 390 m ü. NHN. Unbeständig.
- Harbach, von links unterhalb des Spitalholzes östlich von Equarhofen auf etwa 325 m ü. NHN, 7,073 km[2] und 9,268 km²[6]. Er entsteht an der St 2419 auf etwa 423 m ü. NHN.
  -  Durchläuft einen länglichen Teich kurz nach dem Ursprung, ca. 0,4 ha.
  - Johannitergraben, von links den Ostrand des Neckenhags entlang auf etwa 407 m ü. NHN, 0,7 km. Er entsteht auf etwa 417 m ü. NHN.
  - Lohgrundgraben, von links östlich des Adelshofener Kirchdorfs Großharbach am Nordrand des Neckenhags auf etwa 398 m ü. NHN, 1,9 km. Der Oberlauf Seeleinsgraben fließt aus einem  Teich von ca. 0,1 ha am Ostrand des Gehauholzes auf etwas über 425 m ü. NHN.
  - (Zufluss), von rechts an der Kläranlage bei Uffenheim-Kleinharbach auf etwa 353 m ü. NHN, 0,4 km. Entsteht am Ostrand des Dorfs auf etwa 360 m ü. NHN, setzt sich bergwärts in unbeständig wasserführenden Straßen- und Weggräben bis zu 1,5 km weiter fort.
- Wallmersbach, von rechts in Equarhofen auf unter 318 m ü. NHN, ca. 6,1 km. Er entsteht am Südostrand des Uffenheimer Pfarrdorfs Wallmersbach auf rund 365 m ü. NHN.
  - Seeleinsgraben, von links bei auf etwa 348 m ü. NHN, ca. 1,4 km. Er entsteht nahe der K 50 auf rund 375 m ü. NHN.
  - Gräfwiesenbach, von rechts westlich davon, nachdem er das Simmersheimer Kirchdorf Hohlach durchflossen hat, auf rund 341 m ü. NHN, ca. 2,4 km. Er entsteht östlich von Hohlach unweit der K 50 auf etwa 375 m ü. NHN. Etwa die ersten 0,6 km längs eines Feldwegs sind unbeständig.
- Höllbach, von links danach in Equarhofen, ca. 2,5 km. Er entsteht nördlich der Waldinsel Birken auf etwa 375 m ü. NHN. Etwa die ersten 0,4 km sind unbeständig.
- Freudenbach, von links zuletzt längs der Landesgrenze zwischen Bayern und Baden-Württemberg bei der Grubenmühle von Equarhofen auf 305,5 m ü. NHN[7], 5,208 km[2] und 8,466 km².[6] Läuft aus dem  unter 0,2 ha großen Schlegelsee auf etwa 388 m ü. NHN. Die ersten etwa 1,8 km des Laufs bis an den Rand des Creglinger Dorfes Freudenbach sind unbeständig.
  - Lachengraben, von links südlich von Freudenbach auf über 370 m ü. NHN, 0,947 km.[2] Er entsteht im Äspich auf unter 395 m ü. NHN.
- Lohrbach, von rechts kurz vor dem Creglinger Dorf Frauental auf über 300 m ü. NHN, 2,532 km[2] und 3,138 km².[6] Er entsteht nordöstlich des Creglinger Weidenhofs an der Landesgrenze auf etwa 338 m ü. NHN.
- Schlossgraben, von links unterhalb von Frauental auf unter 300 m ü. NHN, 0,797 km.[2] Unbeständiger Lauf, der wenig südlich des Dorfs an der K 2894 nach Freudenbach auf unter 340 m ü. NHN entsteht.
- Talgraben, von links unterhalb des Creglinger Fuchshofs auf unter 290 m ü. NHN, 0,503 km.[2] Er entspringt einer Quelle unterhalb des Gewanns Enkersbach auf etwa 310 m ü. NHN.
- Sechselbach, von rechts zu Füßen der Burg Brauneck an der Landesgrenze von Baden-Württemberg zu Bayern auf etwa 270 m ü. NHN, 2,476 km[2] und 3,882 km².[6] Er entsteht an der Landesgrenze östlich des Creglinger Weilers Sechselbach auf etwa 335 m ü. NHN.
- Rödegraben, von links an der Altmühle des Creglinger Dorfes Reinsbronn auf etwa 260 m ü. NHN, 2,09 km[2] und 2,425 km².[6] Er entsteht östlich des Dorfs im Klosterweg auf etwa 340 m ü. NHN und durchläuft es.

Mündung der Steinach etwa 0,4 km nordnordwestlich des Einzelhauses Reinsbronn von Bieberehren auf knapp 250 m ü. NHN von rechts und zuletzt Südsüdosten in die Tauber. Der Bach ist dort ab dem Zusammenfluss seiner Quellbäche ca. 18,2 km, ab seiner mündungsfernsten Oberlaufquelle 22,3 km lang und hat ein 85,392 km² großes Einzugsgebiet.

### Flusssystem Tauber
- Fließgewässer im Flusssystem Tauber

### Ortschaften
Am Lauf mit ihren Zugehörigkeiten. Nur die Namen tiefster Schachtelungsstufe bezeichnen Siedlungsanrainer.
Grimmelbach:
- Bayern
  - Landkreis Neustadt an der Aisch-Bad Windsheim
    - Gemeinde Gallmersgarten
      - ohne Besiedlung

    - Stadt Uffenheim (rechts)
      - Hinterpfeinach (Weiler, rechter Hügel)

  - Landkreis Ansbach (links)
    - Gemeinde Ohrenbach (links)
      - Landthurm (Einöde, links)

Gailshofenerbach mit Oberlauf Bodenwiesgraben:
- Bayern
  - Landkreis Ansbach
    - Gemeinde Ohrenbach
      - Ohrenbach (Pfarrdorf, fast nur links)

Steinach ab Zusammenfluss der Quellbäche:
- Bayern
  - Landkreis Neustadt an der Aisch-Bad Windsheim
    - Stadt Uffenheim
      - Langensteinach (Pfarrdorf)

    - Gemeinde Simmershofen
      - Equarhofen (Pfarrdorf)
      - Grubenmühle (Wohnplatz, links)
- Baden-Württemberg
  - Main-Tauber-Kreis
    - Stadt Creglingen
      - Frauental (Ortsteil, überwiegend links)
      - Fuchshof (Hof, rechts)
      - Niedersteinach (Weiler)
      - Burgruine Brauneck (Gehöft, rechter Sporn)
      - Altmühle (Wohnplatz, links)
      - Reinsbronn (Dorf, linke Seitentalmulde)
- Bayern
  - Landkreis Würzburg
    - Gemeinde Bieberehren
      - ehemaliger Bahnhof Reinsbronn (Siedlungsplatz, rechts)

## Geologie
Die zwei Oberläufe der Steinach beginnen in der Lösssediment-Auflage des Unterkeupers, an ihren untersten Abschnitten liegen sie im Unterkeuper. Beim Zusammenfluss der beiden erreicht der Talgrund dann gerade schon den Oberen Muschelkalk, der talabwärts auch bald den größten Teil des Hangs einnimmt. im untersten Tal kurz nach der Reinsbronner Altmühle liegt das Bett im Mittleren Muschelkalk, in dem die Steinach auch mündet.
Etwa vom Ostrand des Creglinger Dorfs Freudenbach aus läuft eine Störungslinie nordwestlich bis zum Weiler Sechselbach, die jedoch aussetzt, wo sie das Steinachtal quert.

## Landschaftsbild
Die Steinach fließt durch eine wellige Ackerbaulandschaft, die mit etlichen Waldinseln wechselnder Größe durchsetzt ist. Ihr schmales Tal am Oberlauf ab Langensteinach bietet anfangs nur wenigen kleinen Äckern Platz, weiter abwärts reichen immer mehr Feldstücke bis ans Ufer. Etwa ab dem Fuchsberg am Fuchshof unterhalb Frauentals setzen am rechten Hang heckenüberwachsene Steinriegel ein, die, von wenigen Waldstücken unterbrochen, sich bis zum Eintritt ins Taubertal fortsetzen. Am Hang gegenüber an der Südseite ist der Wald häufiger, die auch hier nicht seltenen Hecken laufen in der Regel höhenlinienparallel. Den Bach selbst begleitet fast überall außerhalb der wenigen Ansiedlungen im Tal eine Gehölzgalerie. Die Ufer der zwei Quellbäche dagegen sind meist kahl.